# Salix brachycarpa
Salix brachycarpa — вид квіткових рослин із родини вербових (Salicaceae).

## Морфологічна характеристика
Рослина 2–12 дм заввишки. Стебла прямовисні чи лежачі. Гілки сіро-коричневі чи червоно-коричневі, ворсинчасті чи коротко-шовковисті до майже голих; гілочки червоно-бурі, довго-шовковисті, ворсинчасті чи шерстисті. Листки на (0.5)1–3(4) мм ніжках; найбільша листкова пластина вузько видовжена, довгаста, вузько-еліптична, еліптична, вузько зворотно-ланцетна, яйцювата або зворотно-яйцювата; краї плоскі, цілі; верхівка округла, гостра чи опукла; абаксіальна поверхня (низ) (іноді закрита волосками), щільно ворсинчаста, шерстиста чи довго-шовковиста; адаксіальна — злегка блискуча, волосиста, ворсинчаста або довго-шовковиста до майже голої; молода пластинка дуже щільно довго-шовковиста абаксіально. Сережки: тичинкові 5.3–24 × 4–10 мм; маточкові 6–25 × 4–15 мм. Коробочка 3–6.5 мм.

## Середовище проживання
Канада й США (Альберта, Британська Колумбія, Колорадо, Манітоба, Монтана, Нью-Мексико, Північно-Західна територія, Нунавут, Орегон, Саскачеван, Юта, Вашингтон, Вайомінг).

## Використання
Рослина збирається з дикої природи для місцевого використання в якості їжі та ліків. Можна використовувати в полезахисних насадженнях.